# Григор'єв Віталій Миколайович
Григòр'єв Вітàлій Миколàйович (6 лютого 1947, Землянки — 28 грудня 2020) — краєзнавець, публіцист, член Національної спілки журналістів України.

## Біографія
Народився 6 лютого 1947 року в с. Землянки Глобинського району, Полтавської області. У Землянківській восьмирічній школі навчався разом з Раїсою Кириченко в одному класі, а після закінчення Велико-Кринківської середньої школи працював фрезерувальником дільниці вимірювальних інструментів інструментального цеху інструментально-штампового корпусу Кременчуцького автомобільного заводу, учителем Бабичівської, Устимівської, Жуківської восьмирічних шкіл, інструктором, заступником завідуючого, завідуючим ідеологічним відділом, другим секретарем Глобинського райкому Компартії України, інспектором районного відділу освіти, заступником голови райвиконкому, районної ради, районної державної  адміністрації з гуманітарних питань, директором районного центру зайнятості, юрисконсультом, заступником директора творчо-виробничого об'єднання художніх програм і трансляції, провідним інженером з охорони праці Полтавської обласної державної телерадіокомпанії «Лтава». Державний службовець 9-го рангу. Закінчив Полтавський державний педагогічний інститут ім. В. Г. Короленка, історичний факультет.
Служив у військово-повітряних силах Групи радянських військ в Німеччині начальником радіостанції Р-118. Радіотелеграфіст-естіст 1 класу. Старший сержант. Учасник бойових дій в операції «Дунай» у складі 27 та 48 гв. мсд. Капітан Радянської Армії та Збройних Сил України у відставці. 
Член Національних спілок журналістів та краєзнавців України.
Обирався секретарем комсомольської організації колгоспу імені Петровського, головою профкому Бабичівської восьмирічної школи, депутатом Бабичівської сільської та Глобинської міської рад, головою райкому профспілки працівників культури, понад 20 років був членом обкому Товариства сприяння обороні України, у 2016 році обраний членом президії громадської організації «Полтавська обласна організація краєзнавців».
Мав перший спортивний розряд з радіоспорту (швидкісний прийом і передача радіограм), другий розряд з легкої атлетики, футболу, третій з кульової стрільби (МВ-2). Срібний призер першості 105-ї авіадивізії з кульової стрільби у вправі МВ-4. (3х10 з 3-х положень). Призер районних змагань з футболу, волейболу, кульової стрільби, шашок. Учасник обласної спартакіади держслужбовців з настільного тенісу 2005 року. Дослідник історії спорту Полтавщини.

### Відеографія
- «Раїса Кириченко. Діагноз — народна»
- «Вогонь любові, вогонь доброти»[8]

## Нагороди
Нагороджений  медалями: «Ветерану воину-интернационалисту», «Ветеран труда», «Захиснику Вітчизни», « 50, 60, 65 років Перемоги у Великій Вітчизняній війні», 45 років операції «Дунай», Почесними Грамотами Державного центру зайнятості, обласної державної адміністрації, Полтавської обласної ради з врученням нагрудного знака, Національної спілки краєзнавців України, відзнакою ХІІ Загальнонаціонального конкурсу «Українська мова — мова єднання»  в номінації «На видноті всього світу» у м. Одесі (2011 р.), Подякою Президента Національного олімпійського комітету, Героя України Сергія Назаровича Бубки «За внесок у розвиток олімпійського руху» (2015 р.). Почесний громадянин с. Землянки. 